# 원예사

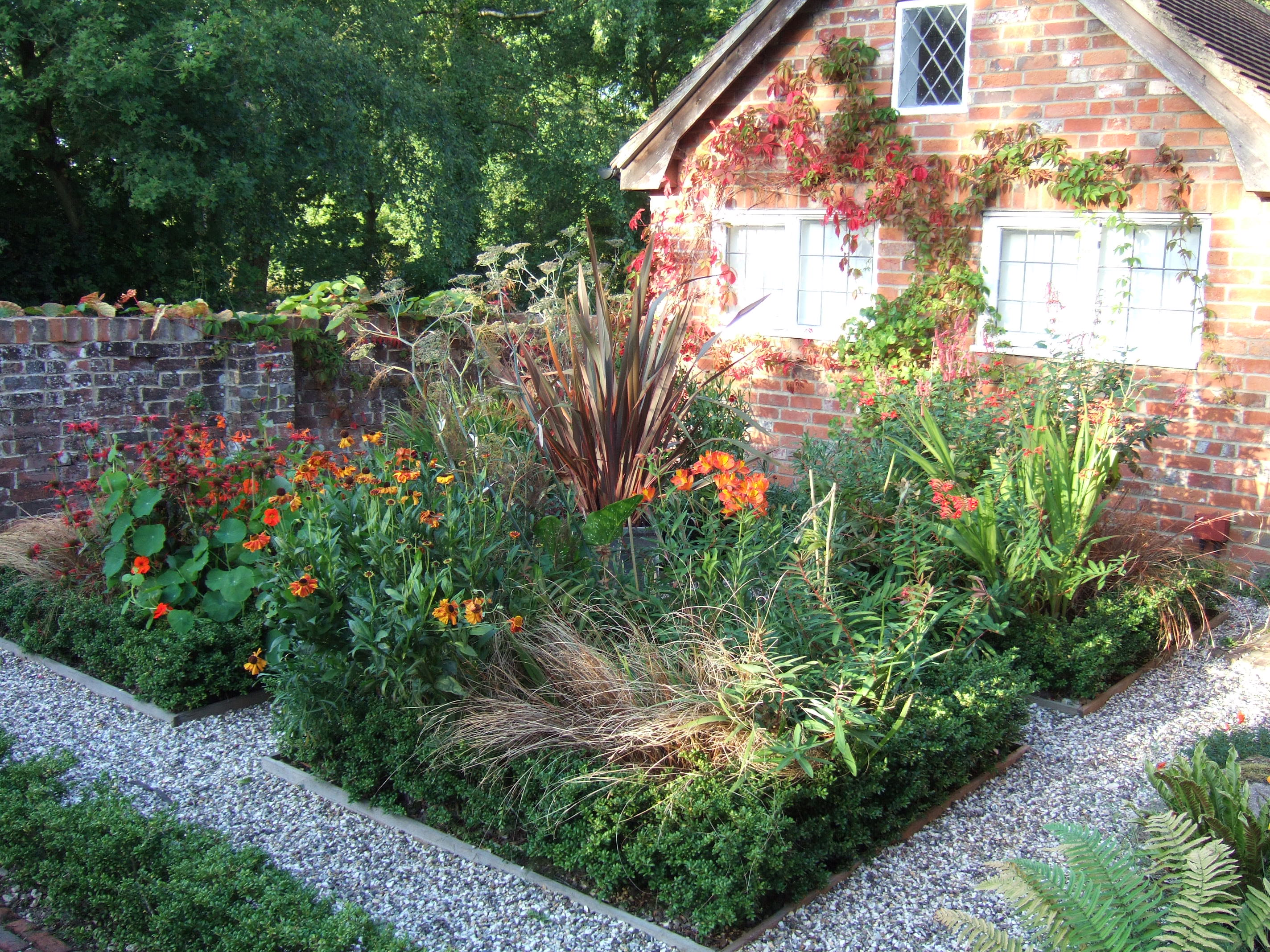
영국식 정원의 화단의 일부

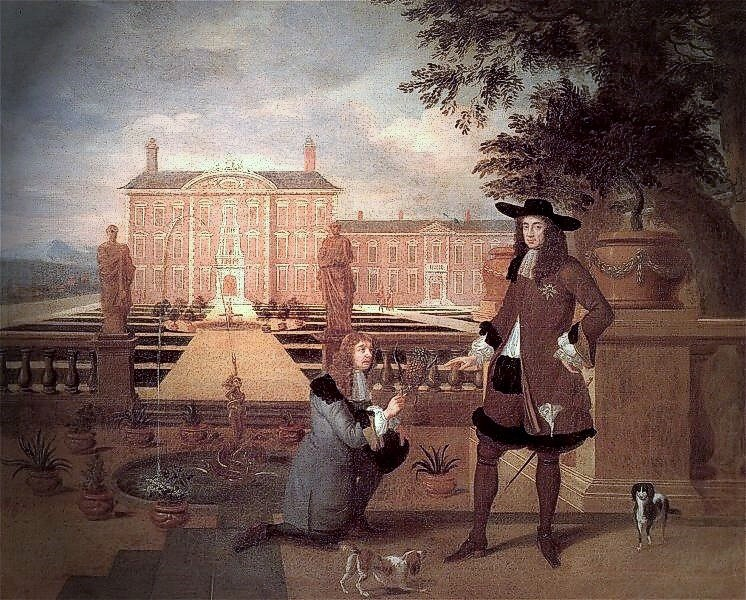
왕실원예사 John Rose와 국왕 Charles II(Hendrick Danckerts 작, 1675년)

원예사(園藝師), 또는 정원사(庭園師)는 정원 또는 뜰을 만드는 사람을 가리킨다. 옛날에는 원정(園丁) 등이라고도 불렸다. 정원석, 수목이나 연못, 수로로부터 잔디 등을 포함하고, 정원이나 뜰을 하나의 조형 공간으로서 설계 시공, 제작하는 사람, 또 그 수목 등의 식물의 생육을 관리해, 정기적으로 전정하는 관리의 일도 하는 전문가이다.

## 정원사와 조원가
일본의 경우 상기에 있는 대로, 오가와 오사무 무관과 같이 뜰에 관한 사항 전반, 시공으로부터 손질등을 실시하는 것 외에 설계도 실시하게 되기 위해, 정원사가 조원가, 작정가 등에 볼 수 있는 경우가 있지만, 시게모리3령과 같은 정원의 연구자나 관청에 근무하는 조원 기사가 명원을 작정하는 경우도 많아져, 조원가나 작정가는 그러한 인물등을 포함해 총칭하며 말하게 된다. 예를 들어 영국의 랑스로트 브라운은 정원사이기도 했지만, 구미 등에서도 gardener와 garden architect는 다르기 때문에, 오가와 오사무 무관 등의 인물의 직함을 영역할 때 주의가 필요하다.

## 개요
벌써 고대에서 조경 기술은 발달해, 바빌론의 공중 정원이나 로마의 좀스 아에리아나 하드리아누스 정원(비라 아드리아나) 등, 대규모 정원이 축조되었던 것이 알려져 있다. 그러나 기계적 기예 일반을 경시한 고대 사회에서는 뜰을 만드는 사람의 지위는 일반적으로 낮았다고 여겨진다. 오스만 제국의 궁정 정원사는 참수 공무원도 겸임하고 있던 것 외, 신분이 높은 사람이 재판에서 사형의 판결이 내려졌을 때, 사형의 판결이 나온 피고와 도경주의 상대를 해, 피고가 그 경쟁에 졌을 경우는 즉각 사형 집행, 피고가 이겼을 경우는 국외 추방이라는 직무에도 종사하고 있었다.
터키는 외 16세기 중반 튤립의 교배가 활발하게 되어 개량 신종이 차례차례로 태어났던 시대에는 튤립 전문의 정원사도 탄생하고 있지만, 당시의 이슬람 장관 에브스드 에펜디까지가 「낙원의 빛」이라고 명명한 새로운 튤립을 재배하고 있는 것이 알아지고 있다. 터키는 또 인도를 침략했을 때 파프리카를 가지고 돌아가지만, 그러한 채소를 궁정 정원사에 재배시키고 있었던 것이 헝가리에 전해지는 고추에 관련되는 전언으로부터 알려진다.
중세 유럽에서도 스페인 등에서 축조 된 이슬람 정원, 특히 물을 연주레, 분수 등을 구사한 알람브라 궁전이나 테네리페의 정원은 유명하지만, 동시대의 수도원이나 궁정에서는 채소밭과 정원의 구별은 별로 발달하지 않고, 오히려 채소원을 겸한 안뜰이 주류였다. 다만 이 시대에 관해서 남아 있는 사료에서는 궁정 정원사들이 국왕이나 귀족 아래에서 일하고 있던 기록이 있어, 실용적이고 아름다움에도 배려한 원예 작업에 종사하고 있던 것을 알 수 있다. 프랑크 왕국의 컬(샤르르마뉴) 대제의 저택 정원에 이용된 식물 리스트에는 사과나 서양배 등의 과수 외, 백합이나 장미, 아이리스, 세이지 등이 심어져 있었던 것이 기재되어 시각적인 일 뿐만이 아니라 방향 식물 등 향기도 중시하고 있었다고 여겨진다.
궁정 정원사의 채소 재배에 관한 기록은 그 밖에도 많아, 프랑스에서 13세기 무렵에 음식 되고 있던 아스파라거스는 귀족의 채소라고 칭해지는 만큼 고가의 것으로 여겨지지만, 특히 루이 14세는 궁정 정원사에, 일년내내 먹을 수 있도록 온실 재배를 명했다고 하고, 1593년에 이베리아반도를 여행한 맥시밀리안 황제의 궁정 식물학자 샤톨 드 르크루즈가 카스티리아(스페인)에서, 정원사나 주부까지도가 카프시쿰(고추)을 정중하게 재배하고 있다고 보고. 또 이탈리아에서 토마토 재배가 유복층의 감상 용무라는 것인지 등 음식으로 이행하는 것은 나폴리의 궁정 정원사가 모종을 자신의 집에 가지고 돌아가 식용으로 했다고 듣고 있다. 궁정 정원사 미카엘 한후 등은 16세기에 과수나 채소를 재배하는 실용원으로서 만들어지고 있던 르스트가르텐을 1647년에 브랑 덴 부루크 선제후의 프리드리히 빌헤임의 생명에 의해 네델란드 정원에 개조했던 것이 알려진다. 17세기에는 감자나 토마토 등이 관상용으로부터 식량으로서의 경제적 유용성이 인정되게 되어, 영국 등은 식량을 대량생산한다는 목적으로, 그것들 채소의 묘목을 식민지에서 재배하기 시작한다.
르네상스 기부터 바로크에 들어가면 수리 기술을 구사한 정원이 발달해, 메디치장의 건설에 코지모 1세가 의뢰한 수리 기술자이며 건축가이자 조각가로서 알려진 닛코로 새고물과 같은 인물이 작정에 해당되어, 또 정원 설계의 이론도 활발히 저술되도록 되어 가지만, 이것은 유럽에서의 정원의 발달에 큰 변혁을 가져와, 베르사유 궁전으로 보여지는 대규모 정원의 축조에서 조원가는 농예의 전문사라는 입장으로부터, 예술가로서의 취급을 받아서 가 후대 되도록 되어 간다. 라파엘로는 「아름다운 여자 정원사」를 그려, 모차르트의 가극 「가짜 여자 정원사」(La Finta Giardiniera)는 1775년 1월, 독일 뮌헨에서 초연된다. 안드레 르 노톨의 집은 파리에 있는 왕실 소유의 튈르리 궁전에서 대대 일하고 있던 조원가의 집안으로서 알려지고, 독일 마그데부르크의 흘리드릿히 윌헬름 온천 르크를 다룬 페터 요세후 렌네도 궁정 정원사의 집안 출신이다.
찰스 1세 고용의 정원사로, 16세기 종반으로부터 17세기에 걸쳐 활약한 존 트라데스칸트 부모와 자식은 17세기 중순부터 18세기에 걸쳐 해외로부터 드문 식물을 채집해 오는 「플랜트 헌터」라고 불리는 직능으로서 활약한다. 그들은 배로 각국을 주위, 드문 식물을 채집해 오고는 자택의 뜰에서 기르고 있었다. 또 같이 제국을 돈 로버트 포츈도 Edinburgh 왕립 식물원에서 원예를 거두어 런던 원예 협회의 정원사였다. 영국에서는 그 밖에 햄프톤 코트 등의 정원사 죠지 런던이나 헨리 와이즈나 그들의 아래에서 일하고 있던 스티분스위샤나 앤 여왕의 고용 정원사 러저 룩카 등이 알려진다. 그들은 정원의 유지 관리나 수경을 담당하는 왕실 원예관으로서 활약한다.
일본에서는 옛날에는 원지를 관리하는 원지사 등의 관제나 메이지의 개척사가 원예사로서 외국인을 고용하고 있는 것이 알려지지만, 뜰을 시공하는 사람의 의미로의 「정원사」라는 의미와 말은 에도시대에 정착한 것이다.
그 밖에 뜰을 만드는 사람의 통칭은 그 밖에 헤이안 시대 말기부터의 「이시다테 승려」, 무로마치 시대의 젠아미 등 「산수 거지」가 있어, 실제로 뜰을 만드는 인물의 신분이 통칭에 나타나고 있다.
무로마치 이후의 고산수 등의 시도는 넓게 행해지도록 되어 가지만, 이것은 선종의 영향을 접수 설주, 무소 소세키와 같은 「이시다테 승려」가 대두 사제연이 있지만, 현재에도 후카야 히카루 수레바퀴, 승야토시아키 등 승려가 작정가가 되는 케이스는 있다.
에도기는 유람식 정원의 형식이 발달해, 때의 토쿠가와 막부는 작정책임자의 막부정원사와 함께 용무 정원사에 해당하는 정괘 등을 정해 정원 관리에 맡게 하고 있다. 에도기에는 죠간원 개수에 참가한 막부의 고용 정원사인 구단 니에몬이나 후지이 토모유키진, 슈쿠케이엔 축조에 불린 교토로부터의 정원사 시미즈 시치로우에몬, 시미즈원(시바타번)에 관련된 에도 막부 고용 정원사 현종지, 미야라전내의 일본식고산수 정원을 작정한 수리의 정원사 시로마친구름 위 등이 있었다. 코마고메에는 에도 죠나이의 정원사도 근무한 정원사 이토가 등이 있었다.
근대부터는 식목 직공이나 수목이나 원예종을 기르는 농가가 옥호를 가지고 건설업, 조원업이나 석재업을 영위하도록 되어 가지만, 이 안에서 오가와 오사무 무관의 식치 등, 오늘에도 남는 노포라는 식목상이나 조원 업자로 발전한 것이나 출입업으로 가업을 이어 발전한 것이 많아, 또 전쟁 전경부터 대졸의 학사 등이 수행해 독립하는 케이스도 보여져 간다. 근대기로는 오카치 산장을 축조한 히로세리 무관, 전 야토 정원을 축조한 센고쿠, 스스로의 손으로 고우호 공원 조성을 개시한 구히로사키번정원사 미즈하라위작, 영빈관을 축조한 사노 후지에몬, 이와키긍타로, 시바마타타이샤쿠덴 수계원을 축조한 무코지마의 정원사 나가이락산 등이 있다.
현재는 무수한 명원은 기업이나 공공단체가 관리하는 것이 주류를 차지해 나카네금작과 같이 교토부 등 자치체의 기사나 문화청이나 환경성 등 나라의 기관으로서 임용되는 케이스도 있다.

## 같이 보기
- 토피어리 - 노예의 정원사가 생원에 주인과 자신의 이니셜을 벤 것이 최초로 여겨진다
- 작정가 가든 디자이너
- 사이트스페시픽크 아트 - 조경 또는 정원사적인 일
- 로베르트 프로시네치키 - 정원사의 다리를 가진 남자로 불렸다
- 도널드 E. 웨스트레이크 - 아내는 정원사로서도 유명
- 리마의 로사 - 자수와 정원사의 수호 성인
- 일자리예학원 - 목수와 정원사의 전문학교. 도야마현 도야마시
- 정원사와 농민의 박물관- 밤베르크에 있다
- 메후메트 2세 - 전문은 정원사였다고 여겨진다
- 직공
- 쿠스트스(수도원장) - 프란치스코회에서는 정원사의 뜻

## 원예사관련작품
- 정원사 삭
- 화가와 정원사와 칸파뉴
- 샘와이즈 갬지/햄퍼스트 갬지
- 존 로란도
- 교토의 여자 정원사 풍수 탐정 벚꽃자 시리즈
- 찬스 (1979년의 영화)
- 마이클 K.
- 패랭이 꽃 (그림 동화)
- 후리오 리칼도 크르스 - 애칭=정원사(헐 디 네로)
- 인간장힐
- 파고토와 첼로를 위한 소나타 (모차르트) /피아노 소나타 제6번 (모차르트) - 오페라 「가짜 여자 정원사」(가짜 꽃만들기녀)의 초연을 위해서 작성모차르트의 악곡 일람
- 「정원사다만 거기에 있을 만한 사람(원제: Being There)」
- 정원사의 딸- 프란크의 악곡 목록

## 가공의 원예사
- 찬스 (1979년의 영화) - 이름을 쵸시 가드너로 잘못 들어서 잘못해 대통령 고문, 후보가 된다
- 반지의 제왕 - 호빗의 사용인과 동료 프로도 바긴스, 링베아라
- 톰과 바바라의 굿 굿 라이프(1975년 TV시리즈) - 되려고 하는 중산계급의 영커플. 자급 자족으로 자신의 뜰을 가진다
- 이상한 나라의 앨리스 - 흰 토끼의 정원사 퍼트
- 로젠 메이든 - 만화나 애니메이션. 창성석과 취성석은, 식물, 인간의 영혼의 나무 뿐만이 아니라, 그러한 능력에 대한 정원사로 불린다
- 은하의 수도(아이작 아시모브의 파운데이션 시리즈) - 거대한 제국에 복잡하고 호화로운 오피스와 비싼 공무원 그 아래에서 남성과 여성의 군대와 함께 황궁의 주임 정원사는 중요 인물로서 등장
- 해리 포터 시리즈 - 복수의 정원사, 식물학자 등이 등장한다
  - 포모나스프라우토하브의 연구의 선생님
  - 하바트 비아리 - 원의 허브의 연구의 선생님
  - 프랭크 라의자 - 수수께끼 정원사
  - 미란다오오타카(필름)와 피리다 포자
  - 하드리아누스호잇트르 현실의 가든 디자이너를 기념하여 이름이 붙여지고 있다

## 원예사에 관계한 작품을 가진 작가
- 막스 에른스트 - 「아름다운 여자 정원사의 귀환」을 1967년에 발표
- 라파엘로 산티 - 대표작에 아름다운 여자 정원사(1507년)
- A. J. 크로닌 - 스페인의 정원사(The Spanish Gardener, 1950년)
- 규스타브 카이유봇트 - 정원사들(Les Jardiniers, 1875-1877)
- 시르비와 블루-시 「미치광이 정원사의 노래」
- 잭 이베이르 - 사모스 섬의 정원사(Le jardinier de Samos, 1932 초연)

## 원예사이기도 한 인물
- 윌리엄 브라운 (바운티호) - 바운티 (범선) 호의 승무원의 정원사
- 윌리엄 로빈슨 (조원가) - 더블린에서 정원사로서 수행 경험을 가진다
- 오카다 노리히사 - 교토에서 정원사로서 수업도
- 루이스 베이마 - 고교 졸업 후, 궁정 정원사아래에서 수업
- 발터 슈타이나 - 아내와 함께 스웨덴의 파룬으로 옮겨 살아, 정원사로서 일하고 있다
- 니카우 - 실제는 정원사
- 그후타후 마이어 - 아래는 Pruisen 궁정의 정원사
- 돈 톰프슨 - 정원사도 겸업
- 클럭 아슈톤 스미스 - 정원사로서 일하면서 그림이나 조각에 열중해, 시나 소설의 집필
- 아이신카쿠라부의 - 후에 북경식물원에서 정원사
- 르트비히 위트겐슈타인 - 만년 정원사에
- 제임스 스타레- - 당초 정원사를 하고 있었다
- 한스 헬무트 키르스트 - 한시기 정원사를
- 이사야마 수신(일본 나자 렌 교단) - 로스앤젤레스에서 정원사로서 일하고 있었다
- 럭키 듀베 - 남 아프리카 공화국의 가수

## 가업(부모)이 원예사인 인물
- 교황 식스토 5세 - 아버지는 정원사
- 메르히오르 바우아 - 부친은 정원사, 자신도 조원을 배우고 있다
- 헨리 후릿트크로후트 - 아버지는 햄프톤 코트에서 일하는 정원사
- 흘리드릿히 르드비히 폰 슈케르 - 조부 이래 궁정 정원사의 집안
- 안드레 르 노톨 - 대대 궁정 정원사의 집안
- 사체르 페이지 - 아버지는 정원사
- 페터 슈미트 - 정원사인 아이로서 태어난다
- 지미 헨드릭스 - 아버지 알은 정원사
- 하인릿히 뮐러 - 아버지 아로이스는 위생 부대의 상사로서 종군 경험이 있는 정원사
- 사르곤 (악카드왕) - 키슈 왕을 시중든 정원사 라이붐에 주워져 자랐다고 여겨진다
- 존 폴 존즈 (군인) - 친가는 아비그랏드로 정원사를 영위한다

## 참고 문헌
- 세계 제일의 정원사의 일 방법 WAVE 출판 이시하라 카즈유키 2009년 ISBN 9784872903966
- 명인 정원사 전정·정자의 지혜봉투 코단샤 플러스 알파 신서 요시무라 류이치
- 히라노 야스히로 편저 「명인 정원사 소중한 지혜봉투」코단샤
- 스페인의 정원사 A.J.크로닌 미카사 서점 타케우치도지조 1957